# Projekt zagospodarowania działki lub terenu
Projekt zagospodarowania terenu – dokument, który obok projektu właściwego jest częścią projektu budowlanego, niezbędnego do uzyskania stosownego pozwolenia na realizację inwestycji i rozpoczęcia prac na budowie. Musi zostać wykonany na mapie geodezyjnej, która zostanie podpisana przez geodetę posiadającego uprawnienia do wydawania tego typu dokumentów. 
Projekt zagospodarowania terenu zawiera:
- usytuowanie, obrys oraz układy istniejących i projektowanych obiektów budowlanych,
- sieci uzbrojenia terenu,
- sposób odprowadzania lub oczyszczania ścieków,
- układ komunikacyjny,
- układ zieleni,
- miejsce składowania odpadów,
- ogrodzenie.

Dokument musi zostać sporządzony w zgodzie z wytycznymi objętymi przez wydaną dla tej inwestycji decyzję o warunkach zagospodarowania terenu. Projekt wymaga najnowszej mapy terenu, a jego skala to zazwyczaj 1:500. Wyjątkiem są tereny, dla których mapa zasadnicza prowadzona jest w mniejszej skali, np. 1:1000.